# Едвард Джеймс Солсбері
Едвард Джеймс Солсбері член Лондонського королівського товариства (16 квітня 1886 — 10 листопада 1978) — англійський ботанік та еколог. Він народився у Гарпендені, Гартфордшир, вивчав ботаніку в Університетському коледжі Лондона, який закінчив у 1905 році. У 1913 році він отримав ступінь доктора наук, захистивши дисертацію по тематиці викопного насіння та був призначений старшим викладачем англ. Queen Mary University of London. Він повернувся в Університетський коледж Лондона як старший викладач, з 1924 як лектор (англ. reader) з екології рослин та з 1929 як професор (англ. Quain Professor) ботаніки.
Він був директором Королівських ботанічних садів в К'ю з 1943 до 1956 року. Він відповідав за відновлення садів після Другої світової війни.
15 березня 1933 року він був обраний членом Лондонського королівського товариства та отримав Королівську медаль в 1945 році за «значний вклад у екологію рослин і за вивчення британської флори в цілому». У 1936 році він був нагороджений медаллю англ. The Veitch Memorial Medal Королівського садівничого товариства на знак визнання своєї книги The Living Garden (1935), яка була надзвичайно популярною. У 1939 році, він отримав Орден Британської імперії та у 1946 році лицарський титул.
На початках його дослідження були зосереджені на екології лісу, особливо в його рідномуГартфордширі. Згодом він вперше дослідив розмір насіння і репродуктивний вихід рослин по відношенню до середовища проживання. Він також досліджував екологію садових бур'янів та рослинності дюн.

## Наукові книги
- The Living Garden. 1936
- Flowers of the Woods. 1946
- Durand, Théophile; Benjamin Daydon Jackson, William Turner Thiselton-Dyer, David Prain, Arthur William Hill, Edward James Salisbury (1908). Index Kewensis plantarum phanerogamarum: Supplementum Tertium Nomina et Synonyma Omnium Generum et Specierum AB Initio Anni MDCCCCI Usque AD Finem Anni MDCCCCV Complectens (вид. suppl.3 (1901-1905)). Royal Botanic Gardens, Kew. Архів оригіналу за 7 липня 2014. Процитовано 27 травня 2008.
- Salisbury, E.J. (1935). The Living garden, or the how and why of garden life. London: George Bell & Sons. Unknown ID: N000193912.
- Salisbury, E.J. (1942). The Reproductive Capacity of Plants. London: George Bell & Sons.
- Salisbury, E.J. (1952). Downs and Dunes: their plant life and its environment. London: George Bell & Sons.
- Salisbury, E.J. (1961). Weeds and Aliens. The New Naturalists. Т. 43. London: Collins.
- Salisbury, E.J. (1962). The Biology of Garden Weeds. The Royal Horticultural Society.

## Вибрані наукові статті
- Salisbury, E.J. (1916) The emergence of the aerial organs in woodland plants. Journal of Ecology 4 (3-4): 121–128.
- Salisbury, E.J. (1920) The significance of the calcicolous habit. Journal of Ecology 8 (1): 202–215.
- Salisbury, E.J. (1922) Stratification and Hydrogen-ion concentration of the soil in relation to leaching and plant succession with special reference to woodlands. Journal of Ecology 9 (2): 220–240.
- Salisbury, E.J. (1925) The incidence of species in relation to soil reaction. Journal of Ecology 13 (1): 149–160.
- Salisbury, E.J. (1925) Note on the edaphic succession in some dune soils with special reference to the time factor. Journal of Ecology 13 (2): 322–328.
- Salisbury, E.J. (1925) Note on the edaphic succession in some dune soils with special reference to the time factor. Journal of Ecology 13 (2): 322–328.
- Salisbury, E.J. (1926) The geographical distribution of plants in relation to climatic factors. The Geographical Journal 67 (4): 312–335. Discussion on pp. 335–342 by H.N. Ridley a.o.
- Salisbury, E.J. (1927) On the causes and ecological significance of stomatal frequency with special reference to woodland flora. Philosophical Transactions of the Royal Society of London, series B 216 (1928): 1-65.
- Salisbury, E.J. (1929) The biological equipment of species in relation to competition. Journal of Ecology 17 (2): 197–222.
- Salisbury, E.J. (1930) Mortality amongst plants and its bearing on natural selection. Nature 125 : 817. Commented by Ronald A. Fisher (1930) in Nature 125: 972–973.; Reply by Salisbury in Nature 126: 95-96.
- Salisbury, E.J. (1971) The pioneer vegetation of exposed muds and its biological features. Philosophical Transactions of the Royal Society of London Series B: Biological Sciences 259 : 207–255.
- Salisbury, E. (1974) Seed size and mass in relation to environment. Proceedings of the Royal Society of London Series B: Biological Sciences 186 (1083): 83-88.
- Salisbury, E. (1975) The survival value of modes of dispersal. Proceedings of the Royal Society of London Series B: Biological Sciences 188 (1091): 183–188.
- Salisbury, E. (1976) Seed output and the efficacy of dispersal by wind. Proceedings of the Royal Society of London Series B: Biological Sciences 192 (1108): 323–329.